# Anton Lens
Anton Lens (* 28. November 1884 in Meester-Cornelis; † 8. Oktober 1955) war ein niederländischer Fußballspieler.
Er bestritt zwei Länderspiele für die niederländische Fußballnationalmannschaft, in der er 1906 gegen Belgien debütierte. Für den HBS Craeyenhout spielte er von 1903 bis 1909 in 59 Spielen mit, in denen er zehn Tore schoss.